# Cédric Littardi
 (mai 2012).
Si vous disposez d'ouvrages ou d'articles de référence ou si vous connaissez des sites web de qualité traitant du thème abordé ici, merci de compléter l'article en donnant les références utiles à sa vérifiabilité et en les liant à la section « Notes et références ».
Cédric Littardi, né en 1973, est l'un des acteurs principaux en Europe dans le domaine de l'animation japonaise et du manga. Il est principalement connu pour avoir co-fondé le magazine AnimeLand, puis fondé les labels Kazé et @Anime. Il a également depuis 2012 entrepris plusieurs activités dans l'entrepreneuriat geek.

## Biographie
Cédric Littardi a été rédacteur au journal Casus Belli à la fin de la première période et au début de la seconde (1999-2000). Il a cofondé le magazine AnimeLand, publié depuis 1991, puis a fondé le label Kazé en 1994 qu'il administre jusqu'en 1998 avant de l'abandonner momentanément à la suite de désaccords avec le management. Durant cette période, il fonde et dirige le label Déclic Images appartenant à Manga Distribution.
Entre 1998 et 2001, il lance plusieurs magazines en collaboration avec les Éditions de Tournon dont Séries TV, CinéFilm(s) et Manga Kids.
Il reprend la direction de Kazé en 2001 après d'une entrée au capital de Kazé de la société Manga Distribution. Peu de temps après, Manga Distribution lui cède ses parts.
À partir de 2001, Kazé lance de nouvelles activités telles que : le label musical Wasabi Records, les sorties au cinéma, une chaîne de TV, un bouquet VOD, des produits dérivés… Le label Kazé se lance également en Allemagne par l’intermédiaire de la société Suisse Anime Virtual dont Cédric Littardi est l’un des actionnaires et fondateurs. En 2009, Kazé rachète la société Daipen et reprend son site internet (Discount Manga) ainsi que son label d'édition de manga (Asuka).  En 2010, Kazé est rachetée par Viz Media, filiale du groupe Japonais Itotsubashi (Shueisha, Shogakukan, ShoPro). Dans les faits, la société devient l'une des premières sociétés a réellement faire du trans-media et du cross-media en France. Cédric Littardi assume alors la présidence de Kazé jusqu'au 16 mai 2012 jusqu’à son licenciement par les actionnaires principaux de Viz Média Europe. Depuis son départ, il confirme sa place d'entrepreneur attaché au monde geek et aux cultures de l'imaginaire à travers sa société dénommée Ynnis en participant à de nombreux projets dans le domaine dont la création en mars 2014 avec Andrew Partridge du label @Anime.
Il intervient souvent dans la presse lorsqu'il faut citer un spécialiste de l'animation japonaise, comme dans le Monde ou Libération.
En 2012, Il fonde un centre culturel des cultures de l'imaginaire, le Dernier Bar avant la Fin du Monde,, situé en plein cœur de Paris au 19 avenue Victoria (Mo Châtelet). En mai 2015, un second Dernier Bar avant la Fin du Monde ouvre à Lille au 12 rue de Pas (Mo Rihour).
En 2012, il co-fonde le studio de jeu vidéo anglais Born Ready Games qui sort en janvier 2013 son premier jeu, Strike Suit Zero. En 2014, il fonde avec l'équipe du studio Edge Case Games, destiné à éditer Fractured Space, un MOBA mettant en scène des vaisseaux spatiaux.
En 2013, il fonde la maison d’édition française Ynnis Editions, spécialisée dans les cultures de l’imaginaire. Il co-fonde également la société Overlook Events spécialisée dans les spectacles orchestraux.
En 2014, il co-fonde l'éditeur de jeux de société Don't Panic Games avec Mohamed Ait-Mehdi et Nicolas Raoult. Leurs premiers jeux prévus pour 2016 sont Drakerys et L'Attaque des Titans.
Dans le film The Garden of Words de Makoto Shinkai, un clin d’œil lui est rendu par le réalisateur. En effet, son nom est inscrit en tant qu'auteur du livre que l'héroïne du film offre au héros.